# Russ
|  | Per a altres significats, vegeu «Marco Russ». |

Russ (en alsacià Rüss) és un municipi francès a la regió del Gran Est, al departament del Baix Rin. L'any 2005 tenia 1.248 habitants. Limita amb els municipis de Wisches, Schwartzbach, Hersbach i Schirmeck.
Forma part del cantó de Mutzig, del districte de Molsheim i de la Comunitat de comunes de la Vall de la Bruche.

## Demografia
| 1962 | 1968  | 1975  | 1982  | 1990  | 1999  |
| ---- | ----- | ----- | ----- | ----- | ----- |
| 966  | 1.001 | 1.015 | 1.142 | 1.113 | 1.182 |

## Administració
| Període   | Identitat           | Partit |
| --------- | ------------------- | ------ |
| 2001-2008 | Léon Weissenberger  |        |
| 2008-     | Jean Louis Renaudin |        |